# تيم روبنسون
تيم روبنسون (بالإنجليزية: Tim Robinson)‏ هو عالم رسم الخرائط ورسام بريطاني، ولد في 1935 في يوركشاير في المملكة المتحدة.